# Charles Montaland
Charles Montaland (15 mars 1850 - 22 juillet 1912[source insuffisante]) est un compositeur et pianiste français de la période romantique, connu pour ses œuvres pour piano et ses mélodies lyriques. Actif à la fin du XIXe siècle, il a contribué à enrichir le répertoire musical français avec des compositions marquées par une grande sensibilité et une maîtrise technique.

## Biographie

### Jeunesse
Charles Montaland naît à Dijon le 15 mars 1850, dans une famille de la petite bourgeoisie. Son père, employé de banque, et sa mère, professeure de musique, l'initient tôt au piano. Dès l’âge de dix ans, il se produit dans des salons locaux, attirant l’attention des notables de la ville.

### Carrière musicale
En 1870, Montaland s’installe à Paris pour étudier au Conservatoire, où il est l’élève de César Franck. Il se distingue rapidement par ses compositions pour piano, notamment ses Nocturnes et ses Valses poétiques. Ses œuvres, influencées par Chopin et Liszt, sont jouées dans les salons parisiens et reçoivent des critiques élogieuses.
En 1890, il compose son œuvre la plus connue, la Symphonie lyrique, créée à la Salle Pleyel. Cette pièce, mêlant romantisme et innovations harmoniques, consolide sa réputation.

### Fin de vie
Atteint d’une santé fragile, Montaland réduit ses activités dans les années 1900. Il meurt à Paris le 22 juillet 1912. Ses manuscrits, conservés à la Bibliothèque nationale de France, continuent d’être étudiés par les musicologues.

## Style musical
Le style de Montaland se caractérise par une écriture élégante et expressive, avec un usage fréquent de modulations subtiles. Ses mélodies, souvent inspirées par la poésie française, reflètent une profonde sensibilité. Ses œuvres pour piano, en particulier, sont appréciées pour leur clarté et leur raffinement.

## Œuvres principales
- Nocturnes pour piano (1878)
- Valses poétiques (1883)
- Symphonie lyrique (1890)
- Mélodies pour voix et piano (1895)

## Postérité
Montaland reste une figure secondaire mais respectée du romantisme français. Certaines de ses œuvres sont encore jouées lors de concerts consacrés à la musique du XIXe siècle. La nouvelle Parthénope ou l'escale imprévue, tirée du recueil Le Voyage immobile de l'écrivain Maurice Renard, lui est dédiée, témoignant de son influence dans les cercles artistiques parisiens.